# Klein-Venedig
Klein-Venedig (z niem. „Mała Wenecja”, także Welserland lub Welser-Kolonie) – efemeryczna niemiecka kolonia w północnej części Ameryki Południowej, obejmująca niezbyt ściśle określone tereny dzisiejszej Wenezueli.

## Historia
W sierpniu 1500 r. Amerigo Vespucci dotarł do Zatoki Wenezuelskiej u wylotu jeziora Maracaibo. Jego uwagę zwróciły domostwa Indian budowane na palach w formie palafitów. W liście do jednego z przyjaciół we Florencji podróżnik napisał, że przypomina mu to Wenecję (wł. Venezia); nazwał też tę część wybrzeża „Małą Wenecją” (wł. Venezuela). Z czasem nowa nazwa objęła cały wielki kraj.
27 marca 1528 r. tereny Wenezueli, na których miała znajdować się „kraina złota” El Dorado Karol V Habsburg (w latach 1516–1556 król Hiszpanii) oddał jako spłatę długów augsburgskiej bankierskiej rodzinie Welserów. Welserowie mieli zaspokoić swe roszczenia finansowe odnajdując El Dorado na własną rękę. W ten sposób powstała Mała Wenecja (niem. Klein-Venedig) – niemiecka kolonia w Ameryce Południowej. Jej głównym ośrodkiem było Coro (niem. Neu-Augsburg).
Kolejne wyprawy w poszukiwaniu El Dorado nie przynosiły jednak sukcesu. Po śmierci w 1546 r. drugiego gubernatora kolonii, Philipa von Huttena, zabitego przez Hiszpanów, Welserowie przestali interesować się Wenezuelą, choć formalnie należała ona do nich do roku 1555. Po tej dacie, w 1556 r. tereny te włączone zostały do hiszpańskiego Wicekrólestwa Peru, a w 1717 r. – Wicekrólestwa Nowej Granady (Nueva Granada).